# Agustín Orión
Agustín Ignacio Orión (ur. 26 lipca 1981 w Ramos Mejía) – argentyński piłkarz występujący na pozycji bramkarza.

## Kariera klubowa
Agustín Orión profesjonalną karierę rozpoczął w barwach San Lorenzo Buenos Aires. W sezonie 2006/2007 pomógł drużynie w zwycięstwie w tabeli końcowej Clausury. Natomiast w 2002 roku zdobył z drużyną Copa Sudamericana. 9 grudnia 2009 został wypożyczony na rok do Estudiantes La Plata, za 500 000 euro.

## Kariera reprezentacyjna
Został powołany do reprezentacji Argentyny na Copa América 2007, gdzie był trzecim bramkarzem, za Roberto Abbondanzierim i Juanem Pablo Carrizo. Jednak nie wystąpił w żadnym spotkaniu.

## Sukcesy

### Reprezentacja
- Mistrzostwa Świata 2014:  Srebrny